# Coupe du monde féminine de football des moins de 17 ans 2012
Navigation
Trinité-et-Tobago 2010 Costa Rica 2014
La Coupe du monde féminine de football des moins de 17 ans 2012 est la troisième édition de la Coupe du monde féminine de football des moins de 17 ans et se déroule en Azerbaïdjan. Le pays organisateur a été choisi par le comité exécutif de la Fédération internationale de football association (FIFA) le 19 mars 2010.
L'équipe de France remporte cette 3e édition après une séance de tirs au but victorieuse en finale contre l'équipe de Corée du Nord (1 à 1, 7  - 6 aux tirs au but). L'équipe de France féminine est sacrée pour la première fois de l'histoire et offre à la France son troisième titre mondial en football, toutes catégories confondues.

## Qualification
Chaque confédération continentale organise une compétition qualificative pour la Coupe du monde. L'Azerbaïdjan est qualifiée d'office en tant que pays organisateur.
| Europe (UEFA) 3 places dont une au pays hôte Championnat d'Europe des moins de 17 ans 2012 | Amérique du Sud (CONMEBOL) 3 places Sudamericano Femenino des moins de 17 ans 2012                                                      | Afrique (CAF) 3 places Championnat d'Afrique des moins de 17 ans 2012 |
| ------------------------------------------------------------------------------------------ | --- | --------------------------------------------------------------------- |
| - Azerbaïdjan - Allemagne - France                                                         | - Brésil - Colombie - Uruguay | - Gambie - Ghana - Nigeria                                            |
| Océanie (OFC) 1 place Championnat d'Océanie des moins de 17 ans 2012                       | Amérique du Nord, Centrale et Caraïbes (CONCACAF) 3 places Championnat d'Amérique du Nord, centrale et Caraïbe des moins de 17 ans 2012 | Asie (AFC) 3 places Championnat d'Asie des moins de 16 ans 2011       |
| - Nouvelle-Zélande                                                                         | - Canada - États-Unis - Mexique | - Corée du Nord - Japon - Chine                                       |

## Villes et stades

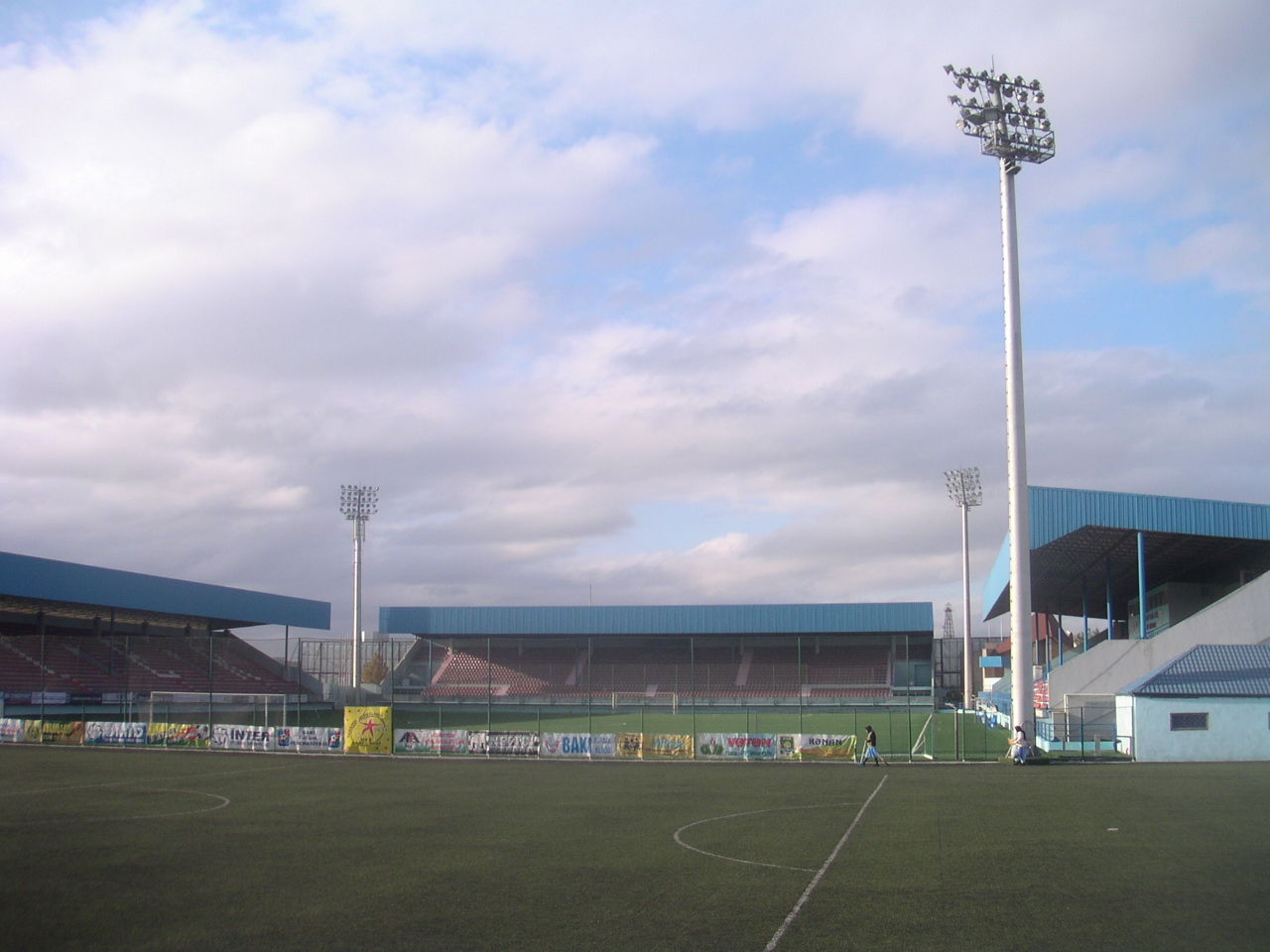
Stade de football de Shafa à Bakou.

La Coupe du monde Féminines U-17 2012 de la FIFA se déroule dans deux villes de l'Azerbaïdjan : Bakou, la capitale, et Lankaran, dans le sud du pays.
Au total, les 30 matchs du tournoi sont répartis dans 6 stades, le stade de Lankaran et 5 stades dans la capitale Bakou : le stade Tofiq-Béhramov, le stade 8 km, le stade Bayil, le stade Shafa et le stade Dalga.

## Premier tour

### Groupe A
| Rang | Équipe      | Pts | J | G | N | P | Bp | Bc | Diff |
| ---- | ----------- | --- | - | - | - | - | -- | -- | ---- |
| 1    | Nigeria     | 7   | 3 | 2 | 1 | 0 | 15 | 1  | +14  |
| 2    | Canada      | 7   | 3 | 2 | 1 | 0 | 3  | 1  | +2   |
| 3    | Colombie    | 3   | 3 | 1 | 0 | 2 | 4  | 4  | 0    |
| 4    | Azerbaïdjan | 0   | 3 | 0 | 0 | 3 | 0  | 16 | -16  |

1re journée
| 22 septembre 2012 | Nigeria    | 1 – 1   | Canada           | Stade Tofiq-Béhramov, Bakou |                             |
| 17h00             | Ihezuo 81e | (0 – 0) | Pierre-Louis 63e | Arbitrage : Kateryna Monzul | Arbitrage : Kateryna Monzul |
| 17h00             | Rapport    |         |                  | Arbitrage : Kateryna Monzul | Arbitrage : Kateryna Monzul |

| 22 septembre 2012 | Azerbaïdjan | 0 – 4   | Colombie                                        | Stade Tofiq-Béhramov, Bakou                    |                                                |
| 20h00             |             | (0 – 3) | Castillo 17e, 20e · Maldonado 44e · Aguirre 73e | Spectateurs : 30 250 Arbitrage : Etsuko Fukano | Spectateurs : 30 250 Arbitrage : Etsuko Fukano |
| 20h00             | Rapport     |         |                                                 | Spectateurs : 30 250 Arbitrage : Etsuko Fukano | Spectateurs : 30 250 Arbitrage : Etsuko Fukano |

2e journée
| 25 septembre 2012 | Colombie | 0 – 1   | Canada     | Shafa Stadium, Bakou                            |                                                 |
| 14h00             |          | (0 – 0) | Clarke 51e | Spectateurs : 4 729 Arbitrage : Carina Vitulano | Spectateurs : 4 729 Arbitrage : Carina Vitulano |
| 14h00             | Rapport  |         |            | Spectateurs : 4 729 Arbitrage : Carina Vitulano | Spectateurs : 4 729 Arbitrage : Carina Vitulano |

| 25 septembre 2012 | Azerbaïdjan | 0 – 11  | Nigeria                                                                                    | Lankaran City Stadium, Lankaran                   |                                                   |
| 20h00             |             | (0 – 7) | Ihezuo 5e, 32e, 37e, 56e, 70e · Ayinde 8e, 24e · Biahwo 20e, 74e · Yakubu 22e · Bokiri 68e | Spectateurs : 10 827 Arbitrage : Alondra Arellano | Spectateurs : 10 827 Arbitrage : Alondra Arellano |
| 20h00             | Rapport     |         |                                                                                            | Spectateurs : 10 827 Arbitrage : Alondra Arellano | Spectateurs : 10 827 Arbitrage : Alondra Arellano |

3e journée
| 29 septembre 2012 | Canada        | 1 – 0   | Azerbaïdjan | Dalga Arena, Bakou                                |                                                   |
| 20h00             | Sanderson 48e | (0 – 0) |             | Spectateurs : 5 000 Arbitrage : Claudia Umpierrez | Spectateurs : 5 000 Arbitrage : Claudia Umpierrez |
| 20h00             | Rapport       |         |             | Spectateurs : 5 000 Arbitrage : Claudia Umpierrez | Spectateurs : 5 000 Arbitrage : Claudia Umpierrez |

| 29 septembre 2012 | Colombie | 0 – 3   | Nigeria                            | Bayil Stadium, Bakou                             |                                                  |
| 20h00             |          | (0 – 1) | Ayinde 32e, 75e · Duarte 80e (csc) | Spectateurs : 2 500 Arbitrage : Cardella Samuels | Spectateurs : 2 500 Arbitrage : Cardella Samuels |
| 20h00             | Rapport  |         |                                    | Spectateurs : 2 500 Arbitrage : Cardella Samuels | Spectateurs : 2 500 Arbitrage : Cardella Samuels |

### Groupe B
| Rang | Équipe        | Pts | J | G | N | P | Bp | Bc | Diff |
| ---- | ------------- | --- | - | - | - | - | -- | -- | ---- |
| 1    | Corée du Nord | 5   | 3 | 1 | 2 | 0 | 13 | 2  | +11  |
| 2    | France        | 5   | 3 | 1 | 2 | 0 | 11 | 3  | +8   |
| 3    | États-Unis    | 5   | 3 | 1 | 2 | 0 | 7  | 1  | +6   |
| 4    | Gambie        | 0   | 3 | 0 | 0 | 3 | 2  | 27 | -25  |

1re journée
| 22 septembre 2012 | Corée du Nord | 11 – 0  | Gambie | Eighth Kilometer District Stadium, Bakou        |                                                 |
| 13h00             | Choe Yun-Gyong 18e · Ri Un-Sim 19e, 31e (pen.), 34e · Ri Kyong-Hyang 20e, 63e, 77e · Kim Phyong-Hwa 44e · Kim So-Hyang 68e · Ri Hyang-Sim 87e, 90+1e | (6 – 0) |        | Spectateurs : 9 000 Arbitrage : Carina Vitulano | Spectateurs : 9 000 Arbitrage : Carina Vitulano |
| 13h00             | Rapport |         |        | Spectateurs : 9 000 Arbitrage : Carina Vitulano | Spectateurs : 9 000 Arbitrage : Carina Vitulano |

| 22 septembre 2012 | France  | 0 – 0 | États-Unis | Lankaran City Stadium, Lankaran                   |                                                   |
| 15h00             |         |       |            | Spectateurs : 8 100 Arbitrage : Claudia Umpierrez | Spectateurs : 8 100 Arbitrage : Claudia Umpierrez |
| 15h00             | Rapport |       |            | Spectateurs : 8 100 Arbitrage : Claudia Umpierrez | Spectateurs : 8 100 Arbitrage : Claudia Umpierrez |

2e journée
| 25 septembre 2012 | France    | 1 – 1   | Corée du Nord | Dalga Arena, Bakou                                 |                                                    |
| 14h00             | Diani 60e | (0 – 0) | Ri Un-Sim 59e | Spectateurs : 4 200 Arbitrage : Gillian Martindale | Spectateurs : 4 200 Arbitrage : Gillian Martindale |
| 14h00             | Rapport   |         |               | Spectateurs : 4 200 Arbitrage : Gillian Martindale | Spectateurs : 4 200 Arbitrage : Gillian Martindale |

| 25 septembre 2012 | États-Unis                                                                       | 6 – 0   | Gambie | Dalga Arena, Bakou                            |                                               |
| 17h00             | Green 25e (pen.), 71e · Munerlyn 46e · Jarju 61e (csc) · Stanton 83e · Payne 86e | (1 – 0) |        | Spectateurs : 4 200 Arbitrage : Etsuko Fukano | Spectateurs : 4 200 Arbitrage : Etsuko Fukano |
| 17h00             | Rapport                                                                          |         |        | Spectateurs : 4 200 Arbitrage : Etsuko Fukano | Spectateurs : 4 200 Arbitrage : Etsuko Fukano |

3e journée
| 29 septembre 2012 | Gambie                  | 2 – 10  | France | Dalga Arena, Bakou                             |                                                |
| 17h00             | Bah 48e · Sissohore 69e | (0 – 3) | Cousin 11e, 81e · Sanneh 25e (csc) · Declercq 35e, 78e, 85e · Gherbi 53e · Diani 71e · Mbock 79e · Bojang 90e (csc) | Spectateurs : 5 000 Arbitrage : Finau Vulivuli | Spectateurs : 5 000 Arbitrage : Finau Vulivuli |
| 17h00             | (Rapport)               |         | | Spectateurs : 5 000 Arbitrage : Finau Vulivuli | Spectateurs : 5 000 Arbitrage : Finau Vulivuli |

| 29 septembre 2012 | États-Unis | 1 – 1   | Corée du Nord | Bayil Stadium, Bakou                            |                                                 |
| 17h00             | Jenkins 2e | (1 – 1) | Ri Un-Sim 4e  | Spectateurs : 2 500 Arbitrage : Katalin Kulcsar | Spectateurs : 2 500 Arbitrage : Katalin Kulcsar |
| 17h00             | Rapport    |         |               | Spectateurs : 2 500 Arbitrage : Katalin Kulcsar | Spectateurs : 2 500 Arbitrage : Katalin Kulcsar |

### Groupe C
| Rang | Équipe           | Pts | J | G | N | P | Bp | Bc | Diff |
| ---- | ---------------- | --- | - | - | - | - | -- | -- | ---- |
| 1    | Japon            | 9   | 3 | 3 | 0 | 0 | 17 | 0  | +17  |
| 2    | Brésil           | 6   | 3 | 2 | 0 | 1 | 5  | 8  | -3   |
| 3    | Mexique          | 3   | 3 | 1 | 0 | 2 | 1  | 10 | -9   |
| 4    | Nouvelle-Zélande | 0   | 3 | 0 | 0 | 3 | 3  | 8  | -5   |

1re journée
| 23 septembre 2012 | Mexique   | 1 – 0   | Nouvelle-Zélande | Bayil Stadium, Bakou                          |                                               |
| 15h00             | Perez 36e | (1 – 0) |                  | Spectateurs : 1 900 Arbitrage : Jana Adamkova | Spectateurs : 1 900 Arbitrage : Jana Adamkova |
| 15h00             | Rapport   |         |                  | Spectateurs : 1 900 Arbitrage : Jana Adamkova | Spectateurs : 1 900 Arbitrage : Jana Adamkova |

| 23 septembre 2012 | Brésil  | 0 – 5   | Japon                                           | Bayil Stadium, Bakou                            |                                                 |
| 18h00             |         | (0 – 2) | Masuya 2e, 17e · Narumiya 49e, 67e · Sugita 63e | Spectateurs : 1 900 Arbitrage : Katalin Kulcsar | Spectateurs : 1 900 Arbitrage : Katalin Kulcsar |
| 18h00             | Rapport |         |                                                 | Spectateurs : 1 900 Arbitrage : Katalin Kulcsar | Spectateurs : 1 900 Arbitrage : Katalin Kulcsar |

2e journée
| 26 septembre 2012 | Mexique | 0 – 1   | Brésil     | Eighth Kilometer District Stadium, Bakou        |                                                 |
| 17h00             |         | (0 – 0) | Byanca 82e | Spectateurs : 7 000 Arbitrage : Kateryna Monzul | Spectateurs : 7 000 Arbitrage : Kateryna Monzul |
| 17h00             | Rapport |         |            | Spectateurs : 7 000 Arbitrage : Kateryna Monzul | Spectateurs : 7 000 Arbitrage : Kateryna Monzul |

| 26 septembre 2012 | Nouvelle-Zélande | 0 – 3   | Japon                                   | Eighth Kilometer District Stadium, Bakou         |                                                  |
| 20h00             |                  | (0 – 0) | Hasegawa 60e, 78e · Sumida 90+3e (pen.) | Spectateurs : 7 000 Arbitrage : Cardella Samuels | Spectateurs : 7 000 Arbitrage : Cardella Samuels |
| 20h00             | Rapport          |         |                                         | Spectateurs : 7 000 Arbitrage : Cardella Samuels | Spectateurs : 7 000 Arbitrage : Cardella Samuels |

3e journée
| 30 septembre 2012 | Japon | 9 – 0   | Mexique | Shafa Stadium, Bakou                        |                                             |
| 14h00             | Shimizu 8e · Narumiya 18e (pen.) · Shiraki 22e, 29e · Inoue 28e, 56e · Sugita 69e · Momiki 79e · Nakamura 86e | (5 – 0) |         | Spectateurs : 3 300 Arbitrage : Morag Pirie | Spectateurs : 3 300 Arbitrage : Morag Pirie |
| 14h00             | Rapport |         |         | Spectateurs : 3 300 Arbitrage : Morag Pirie | Spectateurs : 3 300 Arbitrage : Morag Pirie |

| 30 septembre 2012 | Nouvelle-Zélande                       | 3 – 4   | Brésil                                                    | Eighth Kilometer District Stadium, Bakou    |                                             |
| 14h00             | Jensen 4e · Clara 45+1e · Puketapu 77e | (2 – 3) | Byanca 10e · Brena 26e · Andressa 35e (pen.) · Camila 55e | Spectateurs : 8 857 Arbitrage : Ri Hyang-Ok | Spectateurs : 8 857 Arbitrage : Ri Hyang-Ok |
| 14h00             | Rapport                                |         |                                                           | Spectateurs : 8 857 Arbitrage : Ri Hyang-Ok | Spectateurs : 8 857 Arbitrage : Ri Hyang-Ok |

### Groupe D
| Rang | Équipe    | Pts | J | G | N | P | Bp | Bc | Diff |
| ---- | --------- | --- | - | - | - | - | -- | -- | ---- |
| 1    | Allemagne | 7   | 3 | 2 | 1 | 0 | 8  | 4  | +4   |
| 2    | Ghana     | 6   | 3 | 2 | 0 | 1 | 8  | 2  | +6   |
| 3    | Chine     | 4   | 3 | 1 | 1 | 1 | 5  | 3  | +2   |
| 4    | Uruguay   | 0   | 3 | 0 | 0 | 3 | 2  | 14 | -12  |

1re journée
| 23 septembre 2012 | Ghana       | 1 – 2   | Allemagne             | Dalga Arena, Bakou           |                              |
| 15h00             | Ayieyam 80e | (0 – 2) | Beil 13e · Bremer 19e | Arbitrage : Alondra Arellano | Arbitrage : Alondra Arellano |
| 15h00             | Rapport     |         |                       | Arbitrage : Alondra Arellano | Arbitrage : Alondra Arellano |

| 23 septembre 2012 | Uruguay | 0 – 4   | Chine                                    | Dalga Arena, Bakou                          |                                             |
| 18h00             |         | (0 – 3) | Tang 23e · Zhang C. 34e, 41e · Lu Y. 79e | Spectateurs : 3 000 Arbitrage : Morag Pirie | Spectateurs : 3 000 Arbitrage : Morag Pirie |
| 18h00             | Rapport |         |                                          | Spectateurs : 3 000 Arbitrage : Morag Pirie | Spectateurs : 3 000 Arbitrage : Morag Pirie |

2e journée
| 26 septembre 2012 | Uruguay | 0 – 5   | Ghana                                                     | Bayil Stadium, Bakou                        |                                             |
| 17h00             |         | (0 – 2) | Ayieyam 8e · Okyere 24e, 79e · Ahialey 45e · Alhassan 78e | Spectateurs : 2 600 Arbitrage : Ri Hyang-Ok | Spectateurs : 2 600 Arbitrage : Ri Hyang-Ok |
| 17h00             | Rapport |         |                                                           | Spectateurs : 2 600 Arbitrage : Ri Hyang-Ok | Spectateurs : 2 600 Arbitrage : Ri Hyang-Ok |

| 26 septembre 2012 | Chine          | 1 – 1   | Allemagne       | Bayil Stadium, Bakou                           |                                                |
| 20h00             | Miao Siwen 12e | (1 – 0) | Kiessling 90+4e | Spectateurs : 2 600 Arbitrage : Aissata Amegee | Spectateurs : 2 600 Arbitrage : Aissata Amegee |
| 20h00             | Rapport        |         |                 | Spectateurs : 2 600 Arbitrage : Aissata Amegee | Spectateurs : 2 600 Arbitrage : Aissata Amegee |

3e journée
| 30 septembre 2012 | Allemagne                                                       | 5 – 2   | Uruguay         | Lankaran City Stadium, Bakou                       |                                                    |
| 17h00             | Daebritz 14e, 64e · Knaak 48e · Kiessling 65e · Beck 80e (pen.) | (1 – 1) | Badell 42e, 87e | Spectateurs : 8 610 Arbitrage : Gillian Martindale | Spectateurs : 8 610 Arbitrage : Gillian Martindale |
| 17h00             | Rapport                                                         |         |                 | Spectateurs : 8 610 Arbitrage : Gillian Martindale | Spectateurs : 8 610 Arbitrage : Gillian Martindale |

| 30 septembre 2012 | Chine   | 0 – 2   | Ghana            | Eighth Kilometer District Stadium, Bakou      |                                               |
| 17h00             |         | (0 – 1) | Ayieyam 18e, 88e | Spectateurs : 8 857 Arbitrage : Jana Adamkova | Spectateurs : 8 857 Arbitrage : Jana Adamkova |
| 17h00             | Rapport |         |                  | Spectateurs : 8 857 Arbitrage : Jana Adamkova | Spectateurs : 8 857 Arbitrage : Jana Adamkova |

## Tableau final
|  | Quarts de finale                              | Quarts de finale                              |                                                |                                                | Demi-finales                                  | Demi-finales                                  |   |  | Finale                                         | Finale                                         |
|  | Quarts de finale                              | Quarts de finale                              |                                                |                                                | Demi-finales                                  | Demi-finales                                  |   |  | Finale                                         | Finale                                         |
|  |                                               |                                               |                                                |                                                |                                               |                                               |   |  |                                                |                                                |
|  | 4 octobre (Bakou) 20h00 (17h00 HAEC); Rapport | 4 octobre (Bakou) 20h00 (17h00 HAEC); Rapport |                                                |                                                | 9 octobre (Bakou) 17h00 (14h00 HAEC); Rapport | 9 octobre (Bakou) 17h00 (14h00 HAEC); Rapport |   |  | 13 octobre (Bakou) 20h00 (17h00 HAEC); Rapport | 13 octobre (Bakou) 20h00 (17h00 HAEC); Rapport |
|  | 4 octobre (Bakou) 20h00 (17h00 HAEC); Rapport | 4 octobre (Bakou) 20h00 (17h00 HAEC); Rapport |                                                |                                                | 9 octobre (Bakou) 17h00 (14h00 HAEC); Rapport | 9 octobre (Bakou) 17h00 (14h00 HAEC); Rapport |   |  | 13 octobre (Bakou) 20h00 (17h00 HAEC); Rapport | 13 octobre (Bakou) 20h00 (17h00 HAEC); Rapport |
|  | Nigeria                                       | 0 (3)                                         |                                                |                                                | 9 octobre (Bakou) 17h00 (14h00 HAEC); Rapport | 9 octobre (Bakou) 17h00 (14h00 HAEC); Rapport |   |  | 13 octobre (Bakou) 20h00 (17h00 HAEC); Rapport | 13 octobre (Bakou) 20h00 (17h00 HAEC); Rapport |
|  | Nigeria                                       | 0 (3)                                         |                                                |                                                | 9 octobre (Bakou) 17h00 (14h00 HAEC); Rapport | 9 octobre (Bakou) 17h00 (14h00 HAEC); Rapport |   |  | 13 octobre (Bakou) 20h00 (17h00 HAEC); Rapport | 13 octobre (Bakou) 20h00 (17h00 HAEC); Rapport |
|  | France                                        | 0 tab(5)                                      |                                                |                                                | 9 octobre (Bakou) 17h00 (14h00 HAEC); Rapport | 9 octobre (Bakou) 17h00 (14h00 HAEC); Rapport |   |  | 13 octobre (Bakou) 20h00 (17h00 HAEC); Rapport | 13 octobre (Bakou) 20h00 (17h00 HAEC); Rapport |
|  | France                                        | 0 tab(5)                                      | France                                         | 2                                              |                                               |                                               |   |  | 13 octobre (Bakou) 20h00 (17h00 HAEC); Rapport | 13 octobre (Bakou) 20h00 (17h00 HAEC); Rapport |
|  | 5 octobre (Bakou) 20h00 (17h00 HAEC); Rapport |                                               | France                                         | 2                                              |                                               |                                               |   |  | 13 octobre (Bakou) 20h00 (17h00 HAEC); Rapport | 13 octobre (Bakou) 20h00 (17h00 HAEC); Rapport |
|  |                                               | Ghana                                         | 0                                              |                                                |                                               |                                               |   |  | 13 octobre (Bakou) 20h00 (17h00 HAEC); Rapport | 13 octobre (Bakou) 20h00 (17h00 HAEC); Rapport |
|  | Japon                                         | Ghana                                         | 0                                              | 0                                              |                                               |                                               |   |  | 13 octobre (Bakou) 20h00 (17h00 HAEC); Rapport | 13 octobre (Bakou) 20h00 (17h00 HAEC); Rapport |
|  | Japon                                         |                                               |                                                | 0                                              |                                               |                                               |   |  | 13 octobre (Bakou) 20h00 (17h00 HAEC); Rapport | 13 octobre (Bakou) 20h00 (17h00 HAEC); Rapport |
|  | Ghana                                         | 1                                             |                                                |                                                |                                               |                                               |   |  | 13 octobre (Bakou) 20h00 (17h00 HAEC); Rapport | 13 octobre (Bakou) 20h00 (17h00 HAEC); Rapport |
|  | Ghana                                         | 1                                             | France                                         | 1 tab(7)                                       |                                               |                                               |   |  |                                                |                                                |
|  | 4 octobre (Bakou) 17h00 (14h00 HAEC); Rapport |                                               | France                                         | 1 tab(7)                                       |                                               |                                               |   |  |                                                |                                                |
|  |                                               | Corée du Nord                                 | 1 (6)                                          |                                                |                                               |                                               |   |  |                                                |                                                |
|  | Corée du Nord                                 | Corée du Nord                                 | 1 (6)                                          | 2                                              |                                               |                                               |   |  |                                                |                                                |
|  | Corée du Nord                                 | 9 octobre (Bakou) 20h00 (17h00 HAEC); Rapport |                                                | 2                                              |                                               |                                               |   |  |                                                |                                                |
|  | Canada                                        | 1                                             |                                                |                                                |                                               |                                               |   |  |                                                |                                                |
|  | Canada                                        | 1                                             | Corée du Nord                                  | 2                                              |                                               |                                               |   |  |                                                |                                                |
|  | 5 octobre (Bakou) 17h00 (14h00 HAEC); Rapport | 5 octobre (Bakou) 17h00 (14h00 HAEC); Rapport | Corée du Nord                                  | 2                                              | Match pour la 3e place                        | Match pour la 3e place                        |   |  |                                                |                                                |
|  | 5 octobre (Bakou) 17h00 (14h00 HAEC); Rapport | 5 octobre (Bakou) 17h00 (14h00 HAEC); Rapport |                                                | Allemagne                                      | Match pour la 3e place                        | Match pour la 3e place                        | 1 |  |                                                |                                                |
|  | Allemagne                                     | 2                                             | 13 octobre (Bakou) 17h00 (14h00 HAEC); Rapport | 13 octobre (Bakou) 17h00 (14h00 HAEC); Rapport |                                               |                                               | 1 |  |                                                |                                                |
|  | Allemagne                                     | 2                                             | 13 octobre (Bakou) 17h00 (14h00 HAEC); Rapport | 13 octobre (Bakou) 17h00 (14h00 HAEC); Rapport |                                               |                                               |   |  |                                                |                                                |
|  | Brésil                                        | 1                                             |                                                | Ghana                                          | 1                                             |                                               |   |  |                                                |                                                |
|  | Brésil                                        | 1                                             |                                                | Ghana                                          | 1                                             |                                               |   |  |                                                |                                                |
|  |                                               |                                               |                                                |                                                |                                               |                                               |   |  | Allemagne                                      | 0                                              |
|  |                                               |                                               |                                                |                                                |                                               |                                               |   |  | Allemagne                                      | 0                                              |

## Récompenses
| Ballon d'or   | Ballon d'argent | Ballon de bronze |
| ------------- | --------------- | ---------------- |
| Griedge Mbock | Ri Hyang-sim    | Yui Hasegawa     |

| Soulier d'or | Soulier d'argent | Soulier de bronze |
| ------------ | ---------------- | ----------------- |
| Ri Un-sim    | Chinwendu Ihezuo | Halimatu Ayinde   |

| Prix du Fair-Play | Gant d'or      |
| ----------------- | -------------- |
| Japon             | Romane Bruneau |